# فهرست قطعنامه‌های شورای امنیت ۱۳۰۱ تا ۱۴۰۰
| قطعنامه‌های شورای امنیت                                      |
| ----------------------------------------------------------- |
| منابع: نشست‌های شورای امنیت • UNBISnet • ویکی‌نبشته           |
| ۱ تا ۱۰۰ (۱۹۴۶–۱۹۵۳)                                        |
| ۱۰۱ تا ۲۰۰ (۱۹۵۳–۱۹۶۵)                                      |
| ۲۰۱ تا ۳۰۰ (۱۹۶۵–۱۹۷۱)                                      |
| ۳۰۱ تا ۴۰۰ (۱۹۷۱–۱۹۷۶)                                      |
| ۴۰۱ تا ۵۰۰ (۱۹۷۶–۱۹۸۲)                                      |
| ۵۰۱ تا ۶۰۰ (۱۹۸۲–۱۹۸۷)                                      |
| ۶۰۱ تا ۷۰۰ (۱۹۸۷–۱۹۹۱)                                      |
| ۷۰۱ تا ۸۰۰ (۱۹۹۱–۱۹۹۳)                                      |
| ۸۰۱ تا ۹۰۰ (۱۹۹۳–۱۹۹۴)                                      |
| ۹۰۱ تا ۱۰۰۰ (۱۹۹۴–۱۹۹۵)                                     |
| ۱۰۰۱ تا ۱۱۰۰ (۱۹۹۵–۱۹۹۷)                                    |
| ۱۱۰۱ تا ۱۲۰۰ (۱۹۹۷–۱۹۹۸)                                    |
| ۱۲۰۱ تا ۱۳۰۰ (۱۹۹۸–۲۰۰۰)                                    |
| ۱۳۰۱ تا ۱۴۰۰ (۲۰۰۰–۲۰۰۲)                                    |
| ۱۴۰۱ تا ۱۵۰۰ (۲۰۰۲–۲۰۰۳)                                    |
| ۱۵۰۱ تا ۱۶۰۰ (۲۰۰۳–۲۰۰۵)                                    |
| ۱۶۰۱ تا ۱۷۰۰ (۲۰۰۵–۲۰۰۶)                                    |
| ۱۷۰۱ تا ۱۸۰۰ (۲۰۰۶–۲۰۰۸)                                    |
| ۱۸۰۱ تا ۱۹۰۰ (۲۰۰۸–۲۰۰۹)                                    |
| ۱۹۰۱ تا ۲۰۰۰ (۲۰۰۹–۲۰۱۱)                                    |
| ۲۰۰۱ تا ۲۱۰۰ (۲۰۱۱–۲۰۱۳)                                    |
| ۲۱۰۱ تا ۲۲۰۰ (۲۰۱۳–۲۰۱۵)                                    |
| ۲۲۰۱ تا ۲۳۰۰ (۲۰۱۵–۲۰۱۶)                                    |
| ۲۳۰۱ تا ۲۴۰۰ (۲۰۱۶–۲۰۱۸)                                    |
| ۲۲۰۱ تا ۲۳۰۰ (۲۰۱۸–تاکنون)                                  |
| متن مربوطه در ویکی‌نبشته : قطعنامه‌های شورای امنیت سازمان ملل |

فهرست زیر، شامل قطعنامه‌های سازمان ملل متحد از قطعنامهٔ شمارهٔ ۱۳۰۱ تا ۱۴۰۰ است که در بازهٔ زمانی ۳۱ مه ۲۰۰۰ میلادی تا ۲۸ مارس ۲۰۰۲ به تصویب رسیده‌است.
| شمارهٔ قطعنامه | تاریخ           | آرا (موافق-ممتنع-مخالف) | موضوع نشست |
| ------------- | --------------- | ----------------------- | --- |
| ۱۳۰۱          | ۳۱ مه ۲۰۰۰      | ۱۲-۲-۱                  | بررسی وضعیت مربوط به صحرای غربی                                                                               |
| ۱۳۰۲          | ۰۸ ژوئن ۲۰۰۰    | ۱۵-۰-۰                  | بررسی وضعیت میان عراق و کویت                                                                                  |
| ۱۳۰۳          | ۱۴ ژوئن ۲۰۰۰    | ۱۵-۰-۰                  | بررسی وضعیت قبرس                                                                                              |
| ۱۳۰۴          | ۱۶ ژوئن ۲۰۰۰    | ۱۵-۰-۰                  | بررسی وضعیت مربوط به جمهوری دمکراتیک کنگو                                                                     |
| ۱۳۰۵          | ۲۱ ژوئن ۲۰۰۰    | ۱۴-۱-۰                  | بررسی وضعیت بوسنی و هرزگوین                                                                                   |
| ۱۳۰۶          | ۰۵ ژوئیه ۲۰۰۰   | ۱۴-۱-۰                  | بررسی وضعیت سیرالئون                                                                                          |
| ۱۳۰۷          | ۱۳ ژوئیه ۲۰۰۰   | ۱۵-۰-۰                  | بررسی وضعیت کرواسی                                                                                            |
| ۱۳۰۸          | ۱۷ ژوئیه ۲۰۰۰   | ۱۵-۰-۰                  | مسئولیت شورای امنیت در حفظ صلح و امنیت بین‌المللی: ایدز و عملیات پاسداری از صلح جهانی                          |
| ۱۳۰۹          | ۲۵ ژوئیه ۲۰۰۰   | ۱۵-۰-۰                  | بررسی وضعیت مربوط به صحرای غربی                                                                               |
| ۱۳۱۰          | ۲۷ ژوئیه ۲۰۰۰   | ۱۵-۰-۰                  | بررسی وضعیت خاورمیانه                                                                                         |
| ۱۳۱۱          | ۲۸ ژوئیه ۲۰۰۰   | ۱۵-۰-۰                  | بررسی وضعیت در گرجستان                                                                                        |
| ۱۳۱۲          | ۳۱ ژوئیه ۲۰۰۰   | ۱۵-۰-۰                  | بررسی وضعیت میان اریتره و اتیوپی                                                                              |
| ۱۳۱۳          | ۰۴ اوت ۲۰۰۰     | ۱۵-۰-۰                  | بررسی وضعیت در سیرالئون                                                                                       |
| ۱۳۱۴          | ۱۱ اوت ۲۰۰۰     | ۱۵-۰-۰                  | کودکان و درگیری‌های مسلحانه                                                                                    |
| ۱۳۱۵          | ۱۴ اوت ۲۰۰۰     | ۱۵-۰-۰                  | بررسی وضعیت در سیرالئون                                                                                       |
| ۱۳۱۶          | ۲۳ اوت ۲۰۰۰     | ۱۵-۰-۰                  | اوضاع در مورد جمهوری دموکراتیک کنگو                                                                           |
| ۱۳۱۷          | ۰۵ سپتامبر ۲۰۰۰ | ۱۵-۰-۰                  | بررسی وضعیت در سیرالئون                                                                                       |
| ۱۳۱۸          | ۰۷ سپتامبر ۲۰۰۰ | ۱۵-۰-۰                  | اطمینان از نقش مؤثر شورای امنیت سازمان ملل در حفظ صلح و امنیت بین‌المللی، به ویژه در آفریقا                    |
| ۱۳۱۹          | ۰۸ سپتامبر ۲۰۰۰ | ۱۵-۰-۰                  | اوضاع در تیمور شرقی                                                                                           |
| ۱۳۲۰          | ۱۵ سپتامبر ۲۰۰۰ | ۱۵-۰-۰                  | بررسی وضعیت میان اریتره و اتیوپی                                                                              |
| ۱۳۲۱          | ۲۰ سپتامبر ۲۰۰۰ | ۱۵-۰-۰                  | بررسی وضعیت در سیرالئون                                                                                       |
| ۱۳۲۲          | ۰۷ اکتبر ۲۰۰۰   | ۱۴-۱-۰                  | بررسی وضعیت خاورمیانه، شامل مسئله فلسطین                                                                      |
| ۱۳۲۳          | ۱۳ اکتبر ۲۰۰۰   | ۱۵-۰-۰                  | بررسی وضعیت مربوط به جمهوری دمکراتیک کنگو                                                                     |
| ۱۳۲۴          | ۳۰ اکتبر ۲۰۰۰   | ۱۵-۰-۰                  | بررسی وضعیت مربوط به صحرای غربی                                                                               |
| ۱۳۲۵          | ۳۱ اکتبر ۲۰۰۰   | ۱۵-۰-۰                  | زنان و صلح و امنیت                                                                                            |
| ۱۳۲۶          | ۳۱ اکتبر ۲۰۰۰   | - -                     | پذیرش اعضای تازه در سازمان ملل: جمهوری فدرال یوگسلاوی                                                         |
| ۱۳۲۷          | ۱۳ نوامبر ۲۰۰۰  | ۱۵-۰-۰                  | اجرای گزارش هیئت رئیسه در عملیات صلح سازمان ملل                                                               |
| ۱۳۲۸          | ۲۷ نوامبر ۲۰۰۰  | ۱۵-۰-۰                  | بررسی وضعیت خاورمیانه                                                                                         |
| ۱۳۲۹          | ۳۰ نوامبر ۲۰۰۰  | ۱۵-۰-۰                  | دادگاه جنایی بین‌المللی برای یوگسلاوی سابق و دادگاه جنایی بین‌المللی برای رواندا                                |
| ۱۳۳۰          | ۰۵ دسامبر ۲۰۰۰  | ۱۵-۰-۰                  | بررسی وضعیت میان عراق و کویت                                                                                  |
| ۱۳۳۱          | ۱۳ دسامبر ۲۰۰۰  | ۱۵-۰-۰                  | بررسی وضعیت در قبرس                                                                                           |
| ۱۳۳۲          | ۱۴ دسامبر ۲۰۰۰  | ۱۵-۰-۰                  | اوضاع در مورد جمهوری دموکراتیک کنگو                                                                           |
| ۱۳۳۳          | ۱۹ دسامبر ۲۰۰۰  | ۱۳-۲-۰                  | اوضاع در افغانستان                                                                                            |
| ۱۳۳۴          | ۲۲ دسامبر ۲۰۰۰  | ۱۵-۰-۰                  | بررسی وضعیت در سیرالئون                                                                                       |
| ۱۳۳۵          | ۱۲ ژانویه ۲۰۰۱  | ۱۵-۰-۰                  | بررسی وضعیت در کرواسی                                                                                         |
| ۱۳۳۶          | ۲۳ ژانویه ۲۰۰۱  | ۱۵-۰-۰                  | بررسی وضعیت در آنگولا                                                                                         |
| ۱۳۳۷          | ۳۰ ژانویه ۲۰۰۱  | ۱۵-۰-۰                  | بررسی وضعیت خاورمیانه                                                                                         |
| ۱۳۳۸          | ۳۱ ژانویه ۲۰۰۱  | ۱۵-۰-۰                  | اوضاع در تیمور شرقی                                                                                           |
| ۱۳۳۹          | ۳۱ ژانویه ۲۰۰۱  | ۱۵-۰-۰                  | بررسی وضعیت در گرجستان                                                                                        |
| ۱۳۴۰          | ۰۸ فوریه ۲۰۰۱   | ۱۵-۰-۰                  | دادگاه جنایی بین‌المللی برای یوگسلاوی سابق                                                                     |
| ۱۳۴۱          | ۲۲ فوریه ۲۰۰۱   | ۱۵-۰-۰                  | اوضاع در مورد جمهوری دموکراتیک کنگو                                                                           |
| ۱۳۴۲          | ۲۷ فوریه ۲۰۰۱   | ۱۵-۰-۰                  | بررسی وضعیت صحرای غربی                                                                                        |
| ۱۳۴۳          | ۰۷ مارس ۲۰۰۱    | ۱۵-۰-۰                  | بررسی وضعیت در سیرالئون                                                                                       |
| ۱۳۴۴          | ۱۵ مارس ۲۰۰۱    | ۱۵-۰-۰                  | بررسی وضعیت میان اریتره و اتیوپی                                                                              |
| ۱۳۴۵          | ۲۱ مارس ۲۰۰۱    | ۱۵-۰-۰                  | نامه مورخ ۴ مارس ۲۰۰۱ از نماینده دائم جمهوری یوگسلاو مقدونیه سابق به سازمان ملل متحد خطاب به رئیس شورای امنیت |
| ۱۳۴۶          | ۳۰ مارس ۲۰۰۱    | ۱۵-۰-۰                  | بررسی وضعیت در سیرالئون                                                                                       |
| ۱۳۴۷          | ۳۰ مارس ۲۰۰۱    | ۱۵-۰-۰                  | دادگاه جنایی بین‌المللی برای رواندا                                                                            |
| ۱۳۴۸          | ۱۹ آوریل ۲۰۰۱   | ۱۵-۰-۰                  | بررسی وضعیت در آنگولا                                                                                         |
| ۱۳۴۹          | ۲۷ آوریل ۲۰۰۱   | ۱۵-۰-۰                  | بررسی وضعیت صحرای غربی                                                                                        |
| ۱۳۵۰          | ۲۷ آوریل ۲۰۰۱   | ۱۵-۰-۰                  | دادگاه جنایی بین‌المللی برای یوگسلاوی سابق                                                                     |
| ۱۳۵۱          | ۳۰ مه ۲۰۰۱      | ۱۵-۰-۰                  | بررسی وضعیت خاورمیانه                                                                                         |
| ۱۳۵۲          | ۰۱ ژوئن ۲۰۰۱    | ۱۵-۰-۰                  | بررسی وضعیت میان عراق و کویت                                                                                  |
| ۱۳۵۳          | ۱۳ ژوئن ۲۰۰۱    | ۱۵-۰-۰                  | تقویت همکاری با کشورهای مشارکت‌کننده در نیروی نظامی                                                            |
| ۱۳۵۴          | ۱۵ ژوئن ۲۰۰۱    | ۱۵-۰-۰                  | بررسی وضعیت در قبرس                                                                                           |
| ۱۳۵۵          | ۱۵ ژوئن ۲۰۰۱    | ۱۵-۰-۰                  | اوضاع در مورد جمهوری دموکراتیک کنگو                                                                           |
| ۱۳۵۶          | ۱۹ ژوئن ۲۰۰۱    | ۱۵-۰-۰                  | بررسی وضعیت در سومالی                                                                                         |
| ۱۳۵۷          | ۲۱ ژوئن ۲۰۰۱    | ۱۵-۰-۰                  | بررسی وضعیت در بوسنی و هرزگوین                                                                                |
| ۱۳۵۸          | ۲۷ ژوئن ۲۰۰۱    | - -                     | توصیه در مورد انتصاب دبیر کل سازمان ملل                                                                       |
| ۱۳۵۹          | ۲۹ ژوئن ۲۰۰۱    | ۱۵-۰-۰                  | بررسی وضعیت صحرای غربی                                                                                        |
| ۱۳۶۰          | ۰۳ ژوئیه ۲۰۰۱   | ۱۵-۰-۰                  | بررسی وضعیت میان عراق و کویت                                                                                  |
| ۱۳۶۱          | ۰۵ ژوئیه ۲۰۰۱   | - -                     | دیوان بین‌المللی دادگستری                                                                                      |
| ۱۳۶۲          | ۱۱ ژوئیه ۲۰۰۱   | ۱۵-۰-۰                  | بررسی وضعیت در کرواسی                                                                                         |
| ۱۳۶۳          | ۳۰ ژوئیه ۲۰۰۱   | ۱۵-۰-۰                  | اوضاع در افغانستان                                                                                            |
| ۱۳۶۴          | ۳۱ ژوئیه ۲۰۰۱   | ۱۵-۰-۰                  | بررسی وضعیت در گرجستان                                                                                        |
| ۱۳۶۵          | ۳۱ ژوئیه ۲۰۰۱   | ۱۵-۰-۰                  | بررسی وضعیت خاورمیانه                                                                                         |
| ۱۳۶۶          | ۳۰ اوت ۲۰۰۱     | ۱۵-۰-۰                  | نقش شورای امنیت در جلوگیری از درگیری‌های مسلحانه                                                               |
| ۱۳۶۷          | ۱۰ سپتامبر ۲۰۰۱ | ۱۵-۰-۰                  | بررسی وضعیت در کوزوو                                                                                          |
| ۱۳۶۸          | ۱۲ سپتامبر ۲۰۰۱ | ۱۵-۰-۰                  | تهدید صلح و امنیت بین‌المللی ناشی از اقدامات تروریستی                                                          |
| ۱۳۶۹          | ۱۴ سپتامبر ۲۰۰۱ | ۱۵-۰-۰                  | بررسی وضعیت میان اریتره و اتیوپی                                                                              |
| ۱۳۷۰          | ۱۸ سپتامبر ۲۰۰۱ | ۱۵-۰-۰                  | بررسی وضعیت در سیرالئون                                                                                       |
| ۱۳۷۱          | ۲۶ سپتامبر ۲۰۰۱ | ۱۵-۰-۰                  | بررسی وضعیت در یوگسلاوی سابق و جمهوری مقدونیه                                                                 |
| ۱۳۷۲          | ۲۸ سپتامبر ۲۰۰۱ | ۱۴-۱-۰                  | دربارهٔ قطعنامه ۱۰۵۴ (۱۹۹۶)                                                                                    |
| ۱۳۷۳          | ۲۸ سپتامبر ۲۰۰۱ | ۱۵-۰-۰                  | تهدید صلح و امنیت بین‌المللی ناشی از اقدامات تروریستی                                                          |
| ۱۳۷۴          | ۱۹ اکتبر ۲۰۰۱   | ۱۵-۰-۰                  | بررسی وضعیت در آنگولا                                                                                         |
| ۱۳۷۵          | ۲۹ اکتبر ۲۰۰۱   | ۱۵-۰-۰                  | بررسی وضعیت در بوروندی                                                                                        |
| ۱۳۷۶          | ۰۹ نوامبر ۲۰۰۱  | ۱۵-۰-۰                  | اوضاع در مورد جمهوری دموکراتیک کنگو                                                                           |
| ۱۳۷۷          | ۱۲ نوامبر ۲۰۰۱  | ۱۵-۰-۰                  | تهدید صلح و امنیت بین‌المللی ناشی از اقدامات تروریستی                                                          |
| ۱۳۷۸          | ۱۴ نوامبر ۲۰۰۱  | ۱۵-۰-۰                  | اوضاع در افغانستان                                                                                            |
| ۱۳۷۹          | ۲۰ نوامبر ۲۰۰۱  | ۱۵-۰-۰                  | کودکان و درگیری‌های مسلحانه                                                                                    |
| ۱۳۸۰          | ۲۷ نوامبر ۲۰۰۱  | ۱۵-۰-۰                  | بررسی وضعیت صحرای غربی                                                                                        |
| ۱۳۸۱          | ۲۷ نوامبر ۲۰۰۱  | ۱۵-۰-۰                  | بررسی وضعیت خاورمیانه                                                                                         |
| ۱۳۸۲          | ۲۹ نوامبر ۲۰۰۱  | ۱۵-۰-۰                  | بررسی وضعیت میان عراق و کویت                                                                                  |
| ۱۳۸۳          | ۰۶ دسامبر ۲۰۰۱  | ۱۵-۰-۰                  | اوضاع در افغانستان                                                                                            |
| ۱۳۸۴          | ۱۴ دسامبر ۲۰۰۱  | ۱۵-۰-۰                  | بررسی وضعیت در قبرس                                                                                           |
| ۱۳۸۵          | ۱۹ دسامبر ۲۰۰۱  | ۱۵-۰-۰                  | بررسی وضعیت در سیرالئون                                                                                       |
| ۱۳۸۶          | ۲۰ دسامبر ۲۰۰۱  | ۱۵-۰-۰                  | اوضاع در افغانستان                                                                                            |
| ۱۳۸۷          | ۱۵ ژانویه ۲۰۰۲  | ۱۵-۰-۰                  | بررسی وضعیت در کرواسی                                                                                         |
| ۱۳۸۸          | ۱۵ ژانویه ۲۰۰۲  | ۱۵-۰-۰                  | اوضاع در افغانستان                                                                                            |
| ۱۳۸۹          | ۱۶ ژانویه ۲۰۰۲  | ۱۵-۰-۰                  | بررسی وضعیت در سیرالئون                                                                                       |
| ۱۳۹۰          | ۱۶ ژانویه ۲۰۰۲  | ۱۵-۰-۰                  | اوضاع در افغانستان                                                                                            |
| ۱۳۹۱          | ۲۸ ژانویه ۲۰۰۲  | ۱۵-۰-۰                  | بررسی وضعیت خاورمیانه                                                                                         |
| ۱۳۹۲          | ۳۱ ژانویه ۲۰۰۲  | ۱۵-۰-۰                  | اوضاع در تیمور شرقی                                                                                           |
| ۱۳۹۳          | ۳۱ ژانویه ۲۰۰۲  | ۱۵-۰-۰                  | بررسی وضعیت در گرجستان                                                                                        |
| ۱۳۹۴          | ۲۷ فوریه ۲۰۰۲   | ۱۵-۰-۰                  | بررسی وضعیت صحرای غربی                                                                                        |
| ۱۳۹۵          | ۲۷ فوریه ۲۰۰۲   | ۱۵-۰-۰                  | بررسی وضعیت در لیبریا                                                                                         |
| ۱۳۹۶          | ۰۵ مارس ۲۰۰۲    | ۱۵-۰-۰                  | بررسی وضعیت در بوسنی و هرزگوین                                                                                |
| ۱۳۹۷          | ۱۲ مارس ۲۰۰۲    | ۱۴-۱-۰                  | بررسی وضعیت خاورمیانه، از جمله مسئله فلسطین                                                                   |
| ۱۳۹۸          | ۱۵ مارس ۲۰۰۲    | ۱۵-۰-۰                  | بررسی وضعیت میان اریتره و اتیوپی                                                                              |
| ۱۳۹۹          | ۱۹ مارس ۲۰۰۲    | ۱۵-۰-۰                  | اوضاع در مورد جمهوری دموکراتیک کنگو                                                                           |
| ۱۴۰۰          | ۲۸ مارس ۲۰۰۲    | ۱۵-۰-۰                  | بررسی وضعیت در سیرالئون                                                                                       |